# Galeriella liciniana
Genre
Espèce
Galeriella liciniana, unique représentant du genre Galeriella, est une espèce de collemboles de la famille des Sminthuridae.

## Distribution
Cette espèce se rencontre dans des grottes dans les Balkans.

## Description
Le mâle holotype mesure 1,66 mm.

## Publication originale
- Ćurčić, Lučić, Tomić, Makarov & Karaman, 2007 : Galeriella liciniana, a new cave genus and species of springtails (Collembola, Sminthuridae) from Herzegovina. Archives of Biological Sciences, vol. 59, no 4, p. 63-64 (texte intégral).